# Belgiske 2. Amatør Division
Belgiske 2. Amatør Division er navnet på den fjerdebedste fodboldrække i Belgien. 
Divisionen består af tre separate ligaer hvor to af dem er med hold med licens i Voetbalfederatie Vlaanderen (VFV, Den flamsktalende del af Belgiens fodboldforbund), samt en liga med hold  som har licens fra Association des Clubs Francophones de Football (ACFF, Den fransktalende del af Belgiens fodboldforbund).
| Fodbold | Spire Denne artikel om en fodboldturnering er en spire som bør udbygges. Du er velkommen til at hjælpe Wikipedia ved at udvide den. |